# Heinrich Julius Friedrich von Schrader
Heinrich Julius Friedrich von Schrader (* 19. Januar 1764 in Braunschweig; † 15. Januar 1829 in Wolfenbüttel) war ein deutscher Jurist.

## Leben
Heinrich Julius Friedrich von Schrader war der Sohn von Christoph Friedrich Schrader (* 23. März 1712 in Braunschweig; † 3. Oktober 1767 in Wolfenbüttel), Klosterrat in Wolfenbüttel. Seine Mutter war Catharina Henriette geb. Lübbecke (* 22. Juli 1728 in Braunschweig; † 8. Dezember 1805 in Wolfenbüttel), mit der sein Vater in zweiter Ehe verheiratet war. Sein Bruder war Carl Heinrich Urban von Schrader (1765–1833) und sein Onkel war Heinrich Bernhard Schrader von Schliestedt, der in den Reichs-Adelsstand erhoben wurde und Staatsminister war.
Heinrich Julius Friedrich von Schrader studierte an der Universität Göttingen Jura und beendete das Studium 1787. Am 4. Januar 1788 wurde er als Assessor bei der Justizkanzlei in Wolfenbüttel angestellt.
Am 13. Oktober 1790 erfolgte seine Ernennung zum Hofrat.
Während Wolfenbüttel zum Königreich Westphalen gehörte, war er Kriminalrichter des Oker-Departements. Als das Königreich Westphalen aufgelöst wurde, kam er in die provisorisch errichtete Appellationskommission in Wolfenbüttel wurde nach deren Auflösung am 2. Januar 1817 Oberappellationsrat im Oberappellationsgericht in Wolfenbüttel.
Wann seine Erhebung in den Adelsstand erfolgte, ließ sich nicht mehr feststellen. Einige Jahre vor seinem Tod beendete er aus gesundheitlichen Gründen das Dienstverhältnis.
Heinrich Julius Friedrich von Schrader war zweimal verheiratet. Aus der Ehe mit Charlotte Sara Albertine Karoline Christiane Juliane Auguste geb. von Hugo (* 11. Juni 1776; † 1. August 1796), die er am 15. August 1794 in Stolzenau heiratete, hatte er eine Tochter:
- Henriette Charlotte von Schrader (* 22. Juli 1795 in Wolfenbüttel; † 20. März 1837 in Wolfenbüttel).[4]

Aus der zweiten Ehe mit Louise von Berger, die er 1800 heiratete, hatte er zwei Töchter.